# Éclipse solaire du 9 mars 1997
L'éclipse solaire du 9 mars 1997 est une éclipse totale.

## Parcours

Carte animée de l'éclipse.

Elle commença près du point de frontière Russie-Mongolie-Chine, traversa le Nord de la Mongolie, et toucha l'extrême Nord de la Chine. Puis, continua vers le Nord dans la Sibérie orientale où elle eut son maximum. Ensuite elle aborda l'Océan Arctique où elle finit à moins de 1000 km du Pôle Nord.

## Galerie

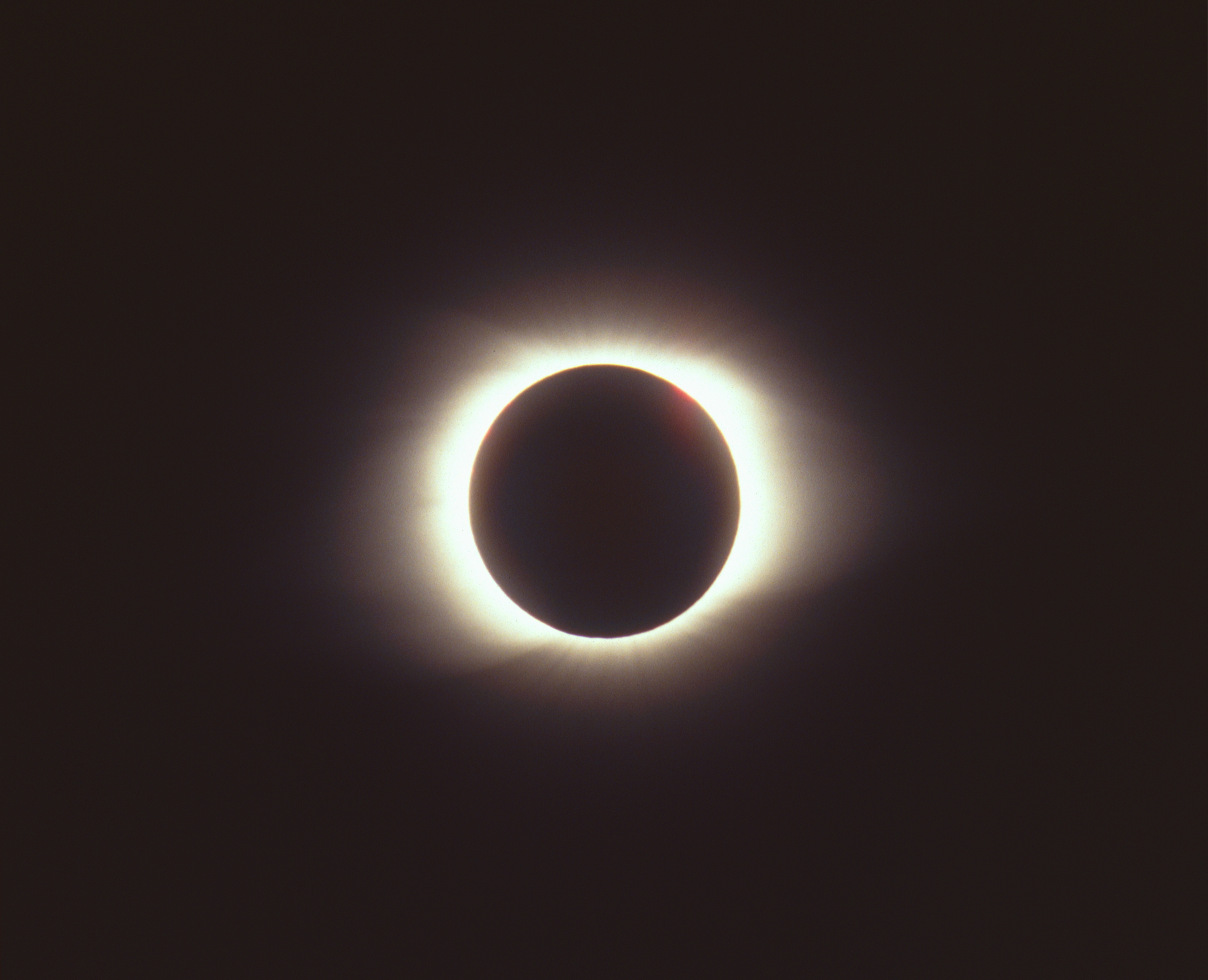
Tchita, Russie.